# Jan Bąbaś
Jan Bąbaś (ur. 4 czerwca 1933 w Bączalu Górnym, zm. 20 czerwca 2006 w Krakowie) – ekonomista, I sekretarz Komitetu Dzielnicowego Kraków – Nowa Huta, członek Egzekutywy KK PZPR.

## Życiorys
Urodził się w 1932 roku w Bączalu Górnym na Jasielszczyźnie, jako syn Katarzyny. Ukończył szkołę ludową w Bączalu Dolnym, a następnie w latach 70. XX wieku podjął studia ekonomiczne na Wyższej Szkole Nauk Społecznych przy KC PZPR. Wstąpił najpierw do Związku Młodzieży Polskiej, a od 1950 stał się członkiem Polskiej Zjednoczonej Partii Robotniczej. W 1981 był członkiem Egzekutywy KK PZPR.

### Kariera zawodowa
W ciągu swojej wieloletniej kariery zawodowej piastował stanowiska:
- I-ego sekretarza Komitetu Zakładowego Krakowskiego Przedsiębiorstwa Konstrukcji Stalowych i Urządzeń Przemysłowych „Mostostal”, od 1956 r.
- II-go sekretarza Komitetu Zakładowego Przedsiębiorstwa Budownictwa Mieszkaniowego Nowa Huta, od 1959 r.
- sekretarza ds. ekonomicznych Komitetu Dzielnicowego Kraków - Nowa Huta, w latach 1974–1980
- I-go sekretarza Komitetu Fabrycznego Kombinatu Metalurgicznego Huty im. Włodzimierza Lenina, od czerwca do listopada roku 1980
- zastępcy kierownika Wydziału Ekonomicznego Komitetu Krakowskiego, 1982 r.
- I-go sekretarza Komitetu Dzielnicowego Kraków – Nowa Huta, lata 1985–1989[1]